# Attancourt
Attancourt és un municipi francès situat al departament de l'Alt Marne i a la regió del Gran Est. L'any 2007 tenia 242 habitants.

## Demografia

### Població
El 2007 la població de fet d'Attancourt era de 242 persones. Hi havia 100 famílies de les quals 28 eren unipersonals (16 homes vivint sols i 12 dones vivint soles), 36 parelles sense fills i 36 parelles amb fills.
La població ha evolucionat segons el següent gràfic:
Habitants censats

### Habitatges
El 2007 hi havia 110 habitatges, 103 eren l'habitatge principal de la família i 7 estaven desocupats. 105 eren cases i 4 eren apartaments. Dels 103 habitatges principals, 86 estaven ocupats pels seus propietaris, 13 estaven llogats i ocupats pels llogaters i 4 estaven cedits a títol gratuït; 1 tenia una cambra, 6 en tenien tres, 29 en tenien quatre i 67 en tenien cinc o més. 73 habitatges disposaven pel capbaix d'una plaça de pàrquing. A 42 habitatges hi havia un automòbil i a 55 n'hi havia dos o més.

### Piràmide de població
La piràmide de població per edats i sexe el 2009 era:
| Homes | Edats   | Dones |
| ----- | ------- | ----- |
| 0     | 95 o +  | 0     |
| 0     | 90 a 94 | 0     |
| 0     | 85 a 89 | 0     |
| 0     | 80 a 84 | 4     |
| 4     | 75 a 79 | 8     |
| 8     | 70 a 74 | 0     |
| 0     | 65 a 69 | 12    |
| 0     | 60 a 64 | 4     |
| 4     | 55 a 59 | 0     |
| 16    | 50 a 54 | 16    |
| 12    | 45 a 49 | 20    |
| 16    | 40 a 44 | 4     |
| 4     | 35 a 39 | 4     |
| 16    | 30 a 34 | 8     |
| 0     | 25 a 29 | 12    |
| 8     | 20 a 24 | 8     |
| 16    | 15 a 19 | 8     |
| 8     | 10 a 14 | 4     |
| 4     | 5 a 9   | 8     |
| 8     | 0 a 4   | 4     |

## Economia
El 2007 la població en edat de treballar era de 174 persones, 132 eren actives i 42 eren inactives. De les 132 persones actives 127 estaven ocupades (65 homes i 62 dones) i 5 estaven aturades (1 home i 4 dones). De les 42 persones inactives 20 estaven jubilades, 10 estaven estudiant i 12 estaven classificades com a «altres inactius».

### Ingressos
El 2009 a Attancourt hi havia 104 unitats fiscals que integraven 266 persones, la mediana anual d'ingressos fiscals per persona era de 19.753 €.

### Activitats econòmiques
Dels 7 establiments que hi havia el 2007, 1 era d'una empresa alimentària, 1 d'una empresa de fabricació d'altres productes industrials, 3 d'empreses de construcció, 1 d'una empresa de transport i 1 d'una empresa de serveis.
Dels 2 establiments de servei als particulars que hi havia el 2009, 1 era un taller de reparació d'automòbils i de material agrícola i 1 paleta.
L'únic establiment comercial que hi havia el 2009 era una fleca.
L'any 2000 a Attancourt hi havia 6 explotacions agrícoles.

## Poblacions més properes
El següent diagrama mostra les poblacions més properes.